# Michael Thurk
Michael Thurk   (Frankfurt del Main, 28 de maig de 1976) és un antic futbolista professional alemany que va jugar de davanter al primer equip del FC Augsburg. Va començar com a futbolista al FFV Sportfreunde 04.

## Biografia
Nascut a Frankfurt, Thurk es va unir a 1. FSV Mainz 05 del club Oberliga de Hessiana SV Jügesheim el 1999 per consell de Django Mann que ja va connectar una transferència d'Abderrahim Ouakili.
La temporada 2005–06, Thurk va marcar 12 gols, sent el tercer millor jugador que podria jugar amb Alemanya. Abans de la temporada 2006-07, es va traslladar a l'Eintracht Frankfurt, una transferència molt disputada entre els seguidors de l'Eintracht perquè Thurk va ser un jugador a llarg termini per als rivals locals de Mainz i una figura de culte als 05ers. El gener de 2008, es va traslladar al FC Augsburg. A la temporada 2009-10, l'Augsburg va acabar poc abans de l'ascens a la Bundesliga, sent Thurk el màxim golejador de la lliga. La temporada següent, l'Augsburg va guanyar l'ascens, i Thurk va ser suspès del club poc abans de l'inici de la temporada 2011-12. Va signar per 1. FC Heidenheim el gener de 2012. Va deixar Heidenheim al final de la temporada 2013-14, ja que el seu contracte no es va renovar.
Després de marxar de Heidenheim, Thurk va estar a punt d'acordar un trasllat a l'Índia i als Estats Units, és a dir, Columbus Crew, però no es va fer cap transferència a causa dels seus problemes de lesió. Un trasllat al club de Gibraltar Europa FC també va caure a principis del 2015.